# 徐萬述
徐 萬述（徐万述、ソ・マンスル、서 만술、1927年4月17日 - 2012年2月19日）は、在日本朝鮮人総聯合会（朝鮮総連）第2代中央常任委員会議長。朝鮮民主主義人民共和国（北朝鮮）の最高人民会議代議員を務めた。

## 経歴
慶尚北道慶州郡生まれ。1941年、日本に入国し、1955年の朝鮮総連結成に参加する。
1968年、広島県本部委員長になり、1973年には中央常任委員会組織局長に就任。その後、中央委員会事務総局長を経て、1983年に中央委員会副議長に選出され、1998年には第一副議長に就任した。
2001年5月、同年2月に病死した韓徳銖の後任として中央常任委員会議長に選出される。就任後には日朝首脳会談の実現に関与し、2006年5月17日には長年対立していた在日本大韓民国民団と和解し共同声明を発表するが、7月5日の北朝鮮のミサイル発射実験を理由に和解は破棄された。
2012年2月19日、心不全のため東京都内の自宅で死去。2月25日に葬儀が行われ、約600人が参列した。葬儀の際には金正恩第一書記から弔花が贈られ、日朝首脳会談の当事者だった小泉純一郎元内閣総理大臣からは弔電が寄せられた。また、日本共産党からは志位和夫委員長から弔電が寄せられ、市田忠義書記局長が葬儀に参列した。
遺骨は北朝鮮に移送され、「北朝鮮の英雄」として朝鮮人民軍の儀仗隊による弔銃に送られながら愛国烈士陵に埋葬された。

## 人物
朝鮮総連のトップではあったが、実権は責任副議長の許宗萬が掌握していたため対外的な窓口役を担当し、体調を崩して以降はその傾向が強まっていった。
許は北朝鮮からの評価も高かったため韓の後任として候補に挙がっていたが、強引な手腕から人望がなかったため、組織内のバランス感覚に優れた徐が後任の議長に選ばれたと言われている。